# Bad Wörishofen

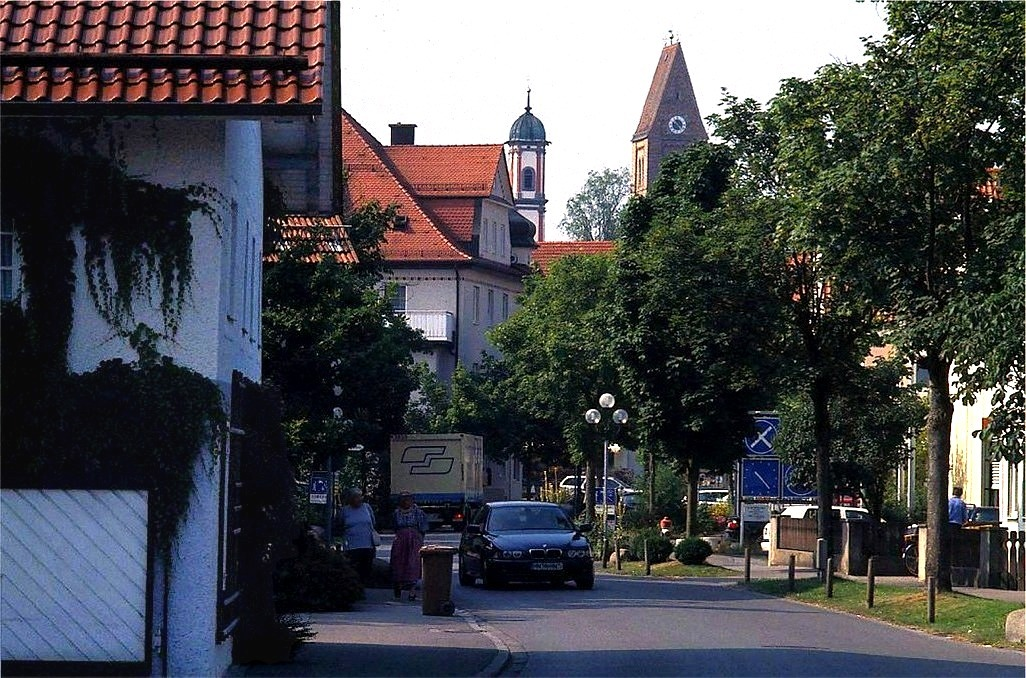
Bad Wörishofen, Hauptstraße

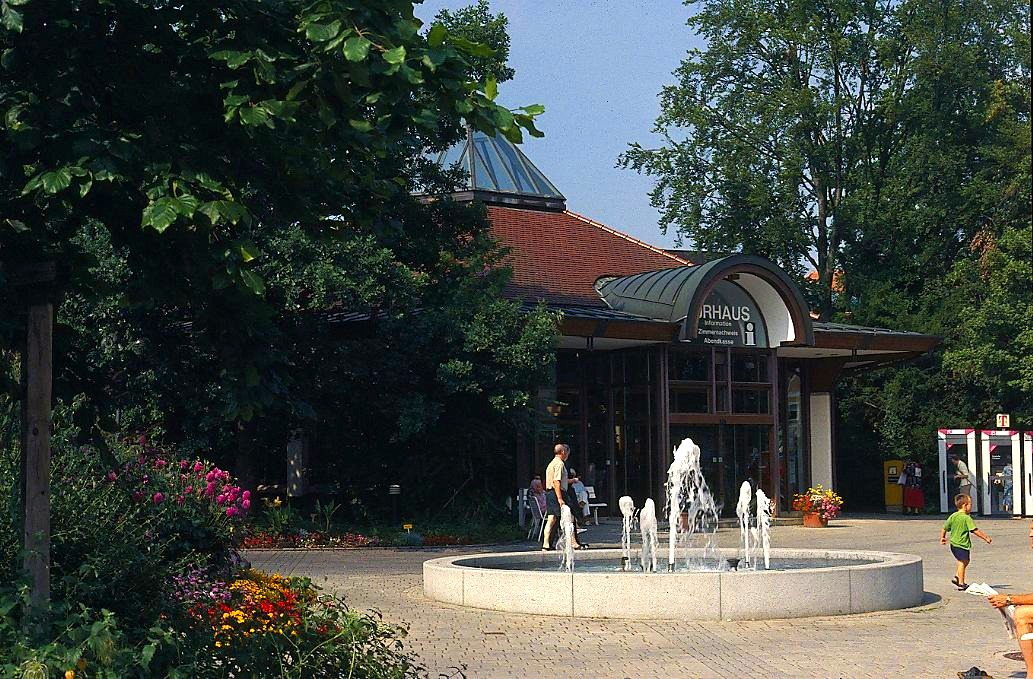
Ingresso della casa di cura di Bad Wörishofen

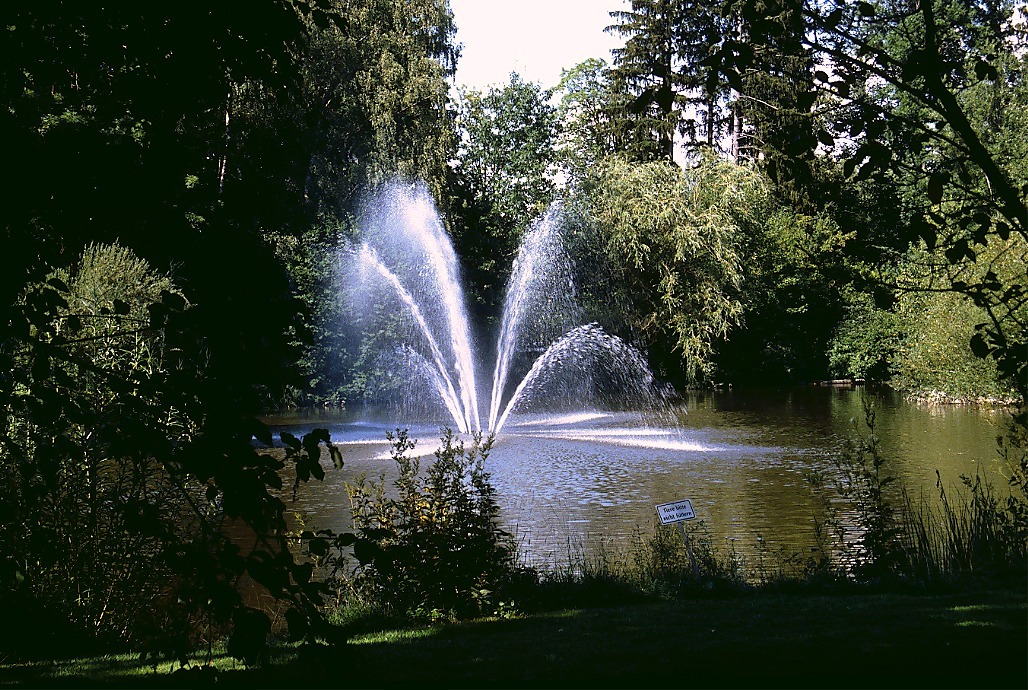
Nel parco di cura

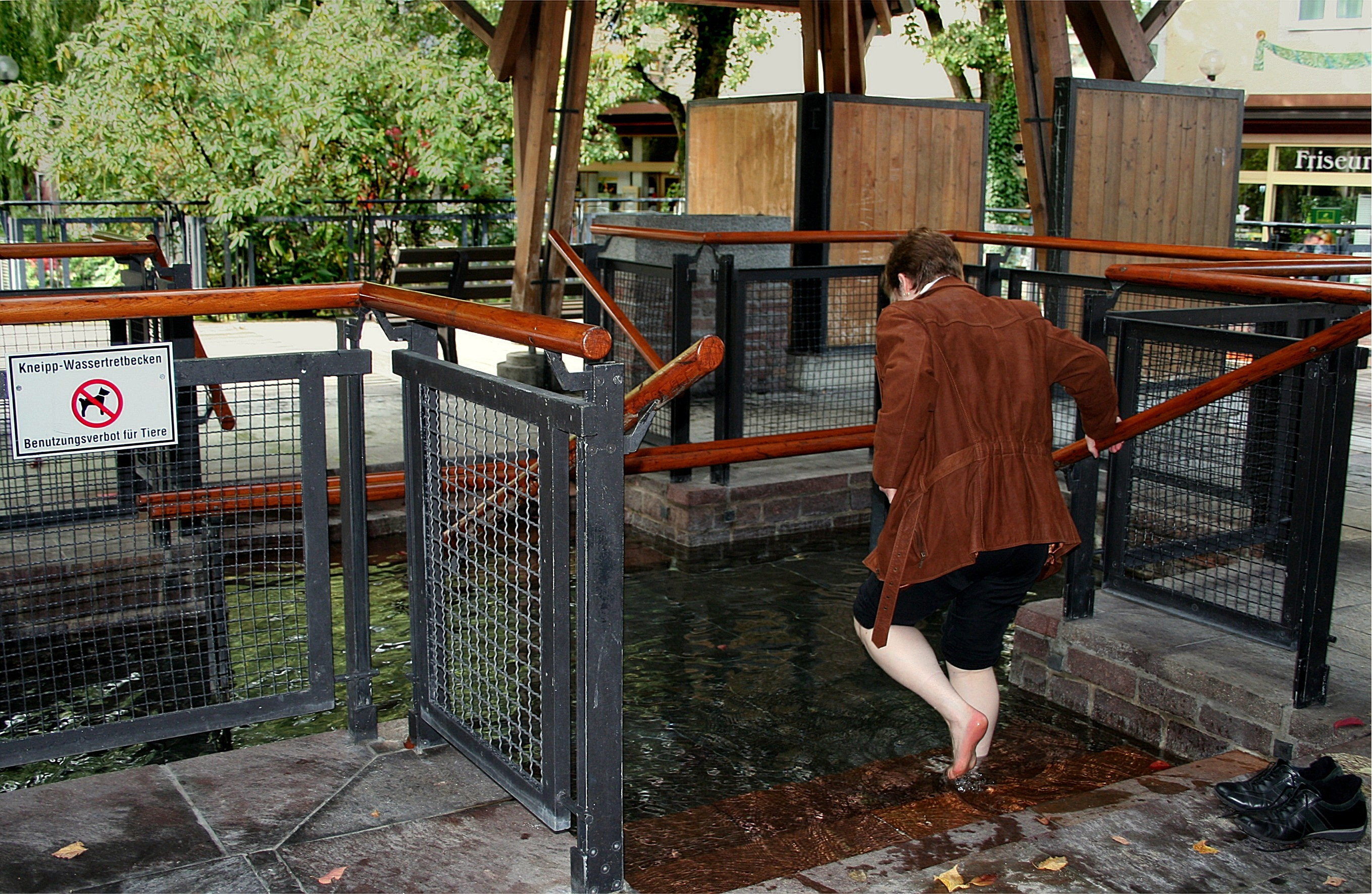
Vasca kneipp sulla Kneippstraße

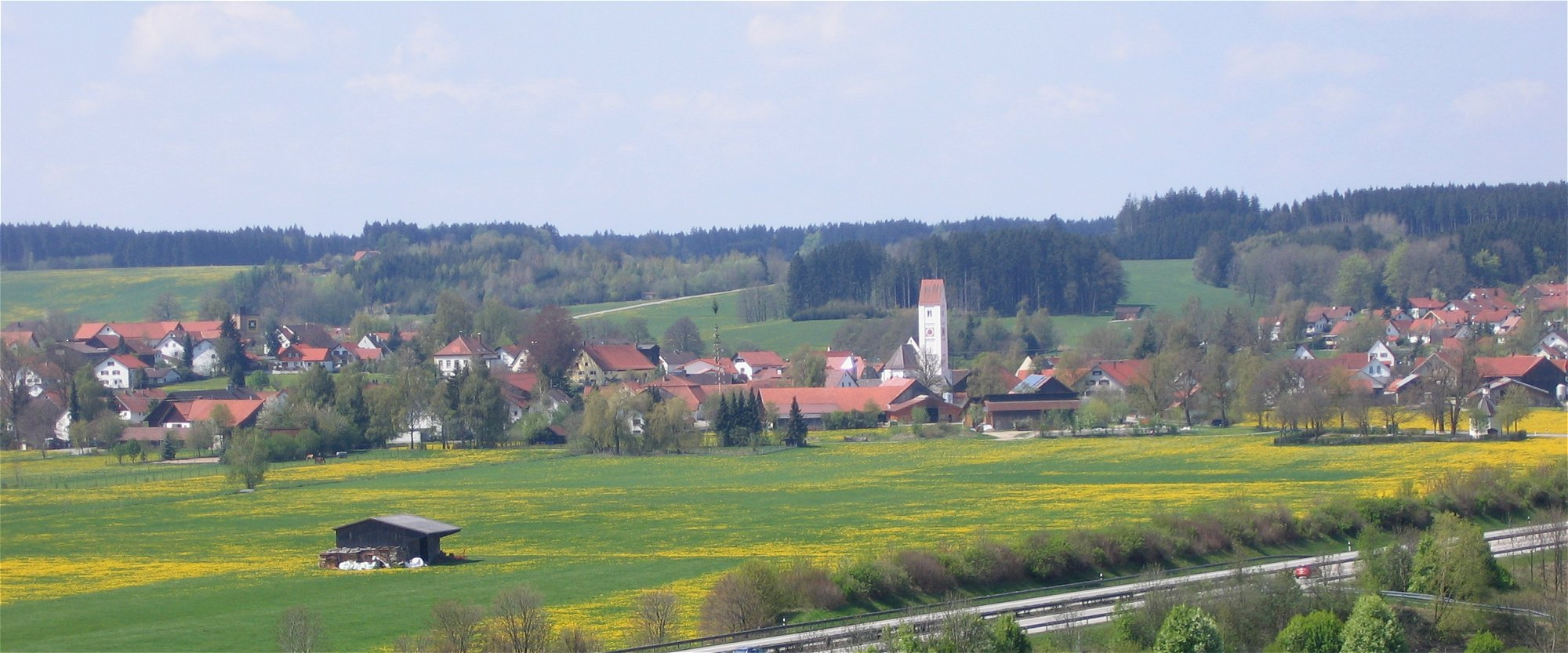
Località Kirchdorf

Bad Wörishofen è un comune tedesco di 13 984 abitanti, situato nel land della Baviera.
Bad Wörishofen è una nota e assai graziosa stazione termale Kneipp e la seconda maggiore città nel circondario (Landkreis) svevo della Bassa Algovia (Unterallgäu). Sebastian Kneipp operò a Bad Wörishofen in qualità di parroco e da qui diffuse la sua conoscenza della forza guaritrice dell'acqua (idroterapia), la base della cosiddetta "cura Kneipp".

## Geografia fisica
Bad Wörishofen si trova nella regione del Danubio-Iller nel distretto della Media Svevia in Baviera, circa 80 km a ovest di Monaco di Baviera e 35 km a est di Memmingen.

### Estensione dell'area cittadina
Della città Bad Wörishofen fanno parte le località Bad Wörishofen, Dorschhausen, Frankenhofen, Hartenthal, Kirchdorf, Oberes Hart, Obergammenried, Schlingen, Schöneschach, Stockheim, Unteres Hart e Untergammenried.